# Triaenodes stipulosus
Triaenodes stipulosus là một loài Trichoptera trong họ Leptoceridae. Chúng phân bố ở miền Australasia.